# Raggasonico
Raggasonico è un album studio del cantante raggae italiano Babaman, distribuito da Universal uscito il 12 ottobre 2010. L'album viene anticipato dal video di Bomboclat con la partecipazione speciale dell'attore porno Franco Trentalance. Per chi acquista il disco su iTunes è disponibile la bonus track Lei.

## Tracce
1. Con Me
2. Rise Again
3. La Coca
4. Si Aprano Le Danze
5. Bomboclat
6. Il Tempo Non Conta
7. Reggae Party
8. L'Ho Vista
9. Istinto Animale
10. Mondo Oscuro
11. La Donna Perfetta
12. Ganja
13. Jabbering (feat. Kane Juice)
14. Spero Che Non Succeda Mai
15. I' & 'I (guitar feat. Stevie Deville)

## Istinto Animale - prod. Sergio Mari aka Double H Groovy
1. ↑   Raggasonico (Bonus Track Version) Babaman, su itunes.apple.com.